# Listonosz

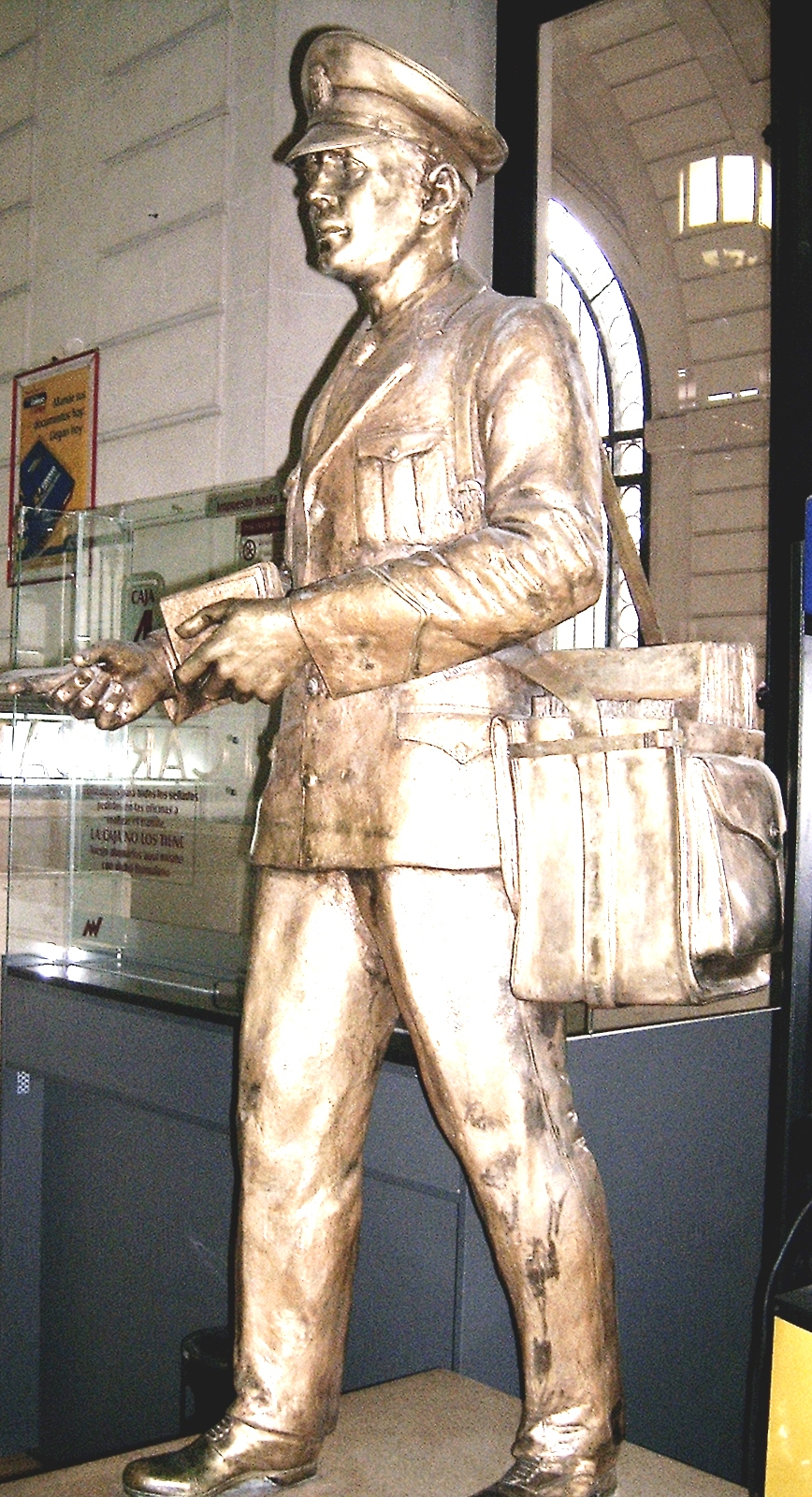
Statua listonosza autorstwa Erminio Blotty znajdująca się w Rosario w głównym budynku argentyńskiej poczty

Listonosz – pracownik urzędu pocztowego doręczający adresatom listy, telegramy, przekazy, i inne przesyłki; doręczyciel pocztowy.
Listonosze – dotyczy to przede wszystkim listonoszy na terenach wiejskich – przyjmują także do nadania listy i przekazy pocztowe. Często zajmują się również sprzedażą kartek pocztowych, znaczków i innych towarów znajdujących się w ofercie Poczty Polskiej S.A.
Listonosze mają ściśle wyznaczone rejony, które obsługują. Ze względu na rozległość rejonu i ilość korespondencji, mogą obsługiwać swój rejon pieszo, rowerem, motorowerem lub samochodem (autorejon).
Praca listonosza składa się z kilku etapów. Listonosz przystępujący do pracy wybiera z przegródki listy zwykłe, natomiast listy polecone (wpisane uprzednio na kartę doręczeń), przesyłki pobraniowe, przesyłki listowo-wartościowe odbiera z ekspedycji (dział poczty zajmujący się przyjmowaniem, opracowywaniem, dzieleniem i wydawaniem przesyłek doręczycielom) za pokwitowaniem, podobnie postępuje z przekazami – po czym odbiera w kasie urzędu gotówkę tzw. zasilenie. Następnie na swoim stanowisku rozdziela korespondencję według kolejności doręczenia. Torba listonosza może ważyć maksymalnie 17 kg, dlatego w rewirze listonosza są skrzynki kontaktowe. Są to pocztowe, niebieskie skrzynki umieszczone w różnych miejscach. Do tych skrzynek listonosz robi tzw. pakiety, czyli zbiór listów i przesyłek które kurier pocztowy samochodem ma zawieźć do wskazanej skrzynki kontaktowej, z której potem listonosz wyjmuje przesyłki celem doręczenia. Po powrocie na pocztę listonosz rozlicza się z wydanych przekazów, awizów, przesyłek rejestrowanych i korespondencji wyjętej ze skrzynek pocztowych – tzw. zwrotów, wypełniając a następnie dając do sprawdzenia i podpisu kartę doręczeń, kartę przekazową oraz książkę doręczeń.